# Petyr Panczewski
Petyr Pawłow Panczewski (bułg. Петър Павлов Панчевски, ur. 25 stycznia 1902 w Butanie, zm. 17 listopada 1982 w Sofii) – bułgarski i sowiecki wojskowy, generał-major wojsk inżynieryjnych Armii Czerwonej, generał armii bułgarskiej, minister obrony Ludowej Republiki Bułgarii (1950-1958).
Ukończył szkołę pedagogiczną w Łomie, brał udział w powstaniu wrześniowym 1923, po którym wyemigrował do Jugosławii. Od 1925 przebywał w ZSRR, gdzie ukończył Wojskowo-Inżynieryjną Akademię w Leningradzie (1929) i Wojskowo-Inżynieryjną Akademię „Walerian Kujbyszew” w Moskwie (1936). Jako „doradca” sowiecki brał udział w wojnie domowej w Hiszpanii i jako szef wojsk inżynieryjnych 14 Armii w wojnie niemiecko-sowieckiej. W 1945 wrócił do Bułgarii i wstąpił do Bułgarskiej Armii Ludowej. Dosłużył się stopnia generała armii. 27 V 1950 – 9 VI 1958 był ministrem obrony. Na tym stanowisku doprowadził do aresztowania generałów Sławczo Trynskiego, Denczo Znepolskiego i innych, podejrzanych o udział w "spisku Trajczo Kostowa". W latach 1950–1961 był deputowanym do bułgarskiego parlamentu, 1954–1958 kandydatem na członka Politbiura Bułgarskiej Partii Komunistycznej, 1958–1962 ambasadorem Bułgarii w ChRL. Otrzymał tytuł Bohatera Pracy Socjalistycznej Ludowej Republiki Bułgarii (1967) i Bohatera Ludowej Republiki Bułgarii (1972).